# 阿南
阿南（法語：Anan，法語發音：[anɑ̃]）是法国上加龙省的一个市镇，属于圣戈当区。

## 地理
阿南（43°21'19"N, 0°48'51"E）面积13.43 平方千米，位于法国奧克西塔尼大區上加龙省，该省份为法国西南部内陆省份，西南端与西班牙接壤，自此顺时针与上比利牛斯省、热尔省、塔恩-加龙省、塔恩省、奥德省和阿列日省接壤。
与阿南接壤的市镇（或旧市镇、城区）包括：利勒昂多东、孟德斯鸠吉托、皮莫兰、圣弗拉茹、圣洛朗。

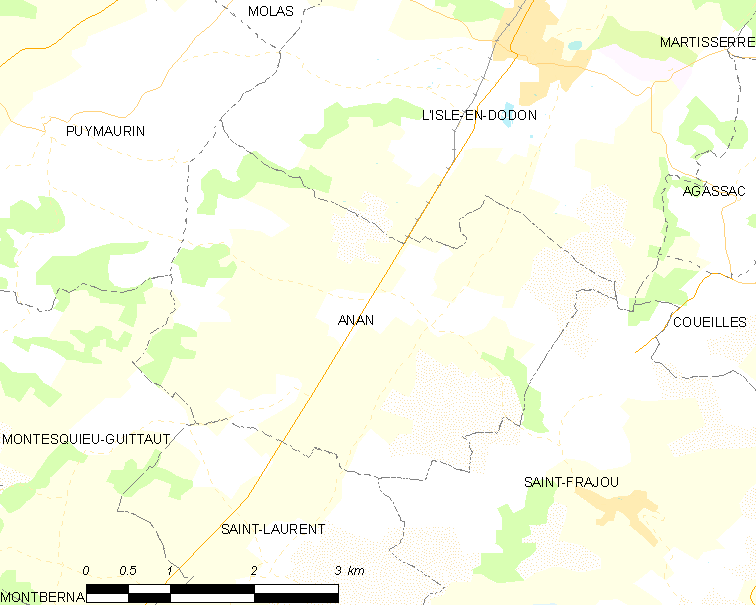
阿南的OSM定位图

阿南的时区为UTC+01:00、UTC+02:00（夏令时）。

## 行政
阿南的邮政编码为31230，INSEE市镇编码为31008。

## 政治
阿南所属的省级选区为卡泽尔县。

## 人口

1962-2008年间阿南人口变化图示

阿南于2022年1月1日时的人口数量为265人。